# Greg Ham
Gregory Norman Ham dit Greg Ham (né le 27 septembre 1953 à Melbourne, mort le 19 avril 2012 à Carlton North) est un compositeur australien surtout célèbre pour sa carrière avec Men at Work, où il fut compositeur, chanteur et musicien (saxophone, flûte, piano, synthétiseur) sur les trois albums du groupe : Business as Usual (1981, Columbia), Cargo (1983, Columbia), Two hearts (1985, Columbia).
Il a été accusé en 2009 de plagiat sur la chanson Down Under, qui aurait repris quelques notes d'une chanson pour enfants intitulée Kookaburra écrite en 1932 par Marion Sinclair, décédée en 1988 (qui n'est donc pas encore dans le domaine public). L'éditeur plaignant a obtenu 5 % des droits d'auteur. Ce procès a profondément affecté Greg Ham,.
Il a été retrouvé mort le 19 avril 2012 à son domicile à Carlton North, Melbourne, dans un appartement où il avait emménagé récemment par suite des pertes financières liées au procès avec Larrikin Music. Il y a eu des allégations selon lesquelles il aurait eu une longue bataille contre la dépendance à l'héroïne,. Mais l'enquête de police a simplement conclu, après autopsie, à un décès par crise cardiaque. Greg Ham a été inhumé au Melbourne General Cemetery le 2 mai 2012.